# Medida cautelar nacional (Estados Unidos)
En el derecho de los Estados Unidos, la Medida cautelar nacional (en inglés: National injunction, también conocido como "Orden judicial nacional", "medida cautelar universal", o "medida cautelar a nivel nacional") es una medida cautelar basada en el remedio de equidad dictada por un juzgado o tribunal antes de una determinación definitiva sobre el fondo de la causa empleado por los tribunales de toda instancia para obligar al gobierno federal en sus relaciones con terceros. En su forma prototípica, los injunctions nacionales se utilizan para prohibir al gobierno federal que haga cumplir una ley o reglamento. Los injunctions nacionales son parte del control judicial de los actos o normas dadas por el Presidente, el Congreso y las entidades del estado federal, con base en que surja sospecha su inconstitucionalidad o ilegalidad y que pueda causar daño inminente, se toma la decisión cautelar de suspender sus efectos a nivel nacional en protección de afectados ajenos al caso, reafirmando el principio de la competencia de los tribunales de los Estados Unidos para la defensa de la Constitución.
Las Órdenes judiciales nacionales se han vuelto de uso y controversia prominentes durante las administraciones Obama y Trump, cuando los jueces federales los han utilizado para imponer la aplicación de políticas importantes, incluida la implementación de la política de DAPA y la rescisión de DACA.
El 27 de enero de 2017, una semana después de asumir el cargo, el Presidente de los Estados Unidos, Donald J. Trump, emitió una orden ejecutiva que impuso una prohibición temporal a las personas que ingresan a los EE. UU. desde siete países de mayoría musulmana, sujeto a ciertas excepciones, y fue inmediatamente objeto de varias demandas. Una Corte de Washington colocó una orden de restricción temporal (TRO, por sus siglas en inglés) en la Orden, que fue confirmada por la Corte de Apelaciones del Noveno Circuito, con el argumento de que la Orden probablemente era inconstitucional y probablemente causaría un daño irreparable si se implementa. Luego, el 6 de marzo de 2017, el presidente Trump emitió una segunda orden ejecutiva que, entre otras cosas, eliminó parte del lenguaje problemático de la primera Orden. El Estado Demandante de Hawái afirmó que la orden ejecutiva inflige daños constitucionales y legales a sus residentes, empleadores e instituciones educativas, mientras que el Demandante Dr. Elshikh alegó daños en su nombre, miembros de su familia y miembros de su Mezquita, el 29 de marzo de 2017, la Corte de Distrito de Hawái otorgó una orden judicial preliminar a nivel nacional sobre la orden ejecutiva que había impuesto restricciones a la entrada de ciudadanos extranjeros:

Por la presente SE ADJUDICA, ORDENA y DECRETA que:

Se prohíbe a los demandados y a todos sus respectivos funcionarios, agentes, servidores, empleados y abogados, y a las personas en concierto o participación activa con ellos, hacer cumplir o implementar las Secciones 2 y 6 de la Orden Ejecutiva en todo el país. Queda prohibida la aplicación de estas disposiciones en todos los lugares, incluidos los Estados Unidos, en todas las fronteras y puertos de entrada de los Estados Unidos, y en la emisión de visas, a la espera de nuevas órdenes de esta Corte.
 No se requiere fianza bajo la Regla Federal de Procedimiento Civil 65(c).
 La Corte se niega a suspender esta decisión o dejarla en suspenso en caso de que se presente una apelación de esta orden.
ESTÁ ORDENADO.

Fecha: 29 de marzo de 2017 en Honolulu, Hawái.
ESTADO DE HAWÁI e ISMAIL ELSHIKH, Demandantes, contra DONALD J. TRUMP, et al., Demandados.